# Colea Răutu
Colea Răutu (n. Nikolai Rutkovski, n. 28 noiembrie 1912, Limbenii Noi, raionul Glodeni, Basarabia, Imperiul Rus – d. 13 mai 2008, București, România) a fost un actor român de film, radio, teatru, voce și vodevil.

## Biografie
A fost cel mai mare fiu din cei patru copii ai familiei Rutkovski, alături de Larisa, Natalia și Valentin, iar tatăl - Constantin, de origine poloneză (din Lvov), a fost mecanic de locomotivă apoi caretaș, iar mama - Sofia, basarabeancă, era educatoare. După absolvirea Școlii primare s-a înscris la Liceul „Ion Creangă” din Bălți, unde în anii 1923-1925 a făcut primele două clase (I și II) din cursul inferior după care a urmat Liceul Militar „Regele Ferdinand I” din Chișinău ca „să se disciplineze”. La liceul militar l-a avut ca profesor de muzică pe Emil Bobescu. A învățat să cânte la pian, vioară și clarinet, iar din clasa a VI-a a cântat în Corul liceului. S-a angajat la tot felul de lucrări la stadionul (ciclodromul) din Chișinău, fiind nevoit adeseori să doarmă pe plasa de volei și să se învelească cu plasa de tenis” – pasiunea sa de-o viață a fost fotbalul („rapidist” înfocat). Nu i-a plăcut niciodată cartea, după cum singur recunoștea, în schimb îi plăcea foarte mult fotbalul, jucând câtva timp în echipa Uzinelor „Mociorniță” din București. A urmat apoi Conservatorul de Artă Dramatică din București. A fost mai întâi corist la Opera din Cluj.

## Carieră artistică
În anul 1939, cu numele real, Nikolai Rutkovski, a figurat printre balerinii teatrului atunci când trupa Cărăbușului, din care făceau parte Constantin Tănase, Mia Apostolescu, Lizette Verea, Elena Burmaz, Stroe și Vasilache, Nae Roman, Ion Antonescu Cărăbuș, Zizi Horvat (viitoarea Zizi Șerban) și Radu Zaharescu, susțineau spectacolele din turneul triumfal din Orient (Turcia, Egipt, Liban, Palestina) „Făceam mai mult gimnastică decât actorie. Și cântam. A trebuit să iau lecții de mișcare scenică pentru că ținuta mea milităroasă mă făcea să merg pe scenă ca un cărăbuș pe gard”. Cu sau fără legătură cu mersul lui pe scenă, el a fost acela care a format Trio Cărăbuș format din Colea Răutu, Grișa Tascarov și Radu Zaharescu. Aflându-se într-un alt mediu și-a schimbat numele de familie din Rutkovschi în Răutu, nume al bunicilor pe linie maternă, preferînd să-și mențină diminutivul prenumelui basarabean, Colea. L-a pasionat și opereta, interpretând roluri interesante în comedii muzicale. Însă mentorul său, Puiu Maximilian, de la care a și luat primele lecții de actorie, l-a îndemnat să facă în mod serios teatru „N-ai să ajungi niciodată tenor sau soprană. N-ai pregătire. Fă teatru.” A debutat la Teatrul de Revistă  „Cărăbuș” condus de Constantin Tănase, unde a interpretat mai ales cuplete social-satirice. Tot acolo a interpretat pentru prima oară faimosul șlagăr  „Hai, coșar, coșar”, de Nicolae Kirilescu. A debutat în cinematografie, în 1954, cu rolul lui Ilie Barbu din pelicula Desfășurarea, ecranizarea lui Paul Călinescu a nuvelei cu același titlu de Marin Preda.
La inițiativa lui Sică Alexandrescu a jucat la Teatrul Național din București. A fost distins cu titlul de Artist Emerit (1962).
Între anii 1952-1968 a jucat la Teatrul Giulești. A jucat pentru scurt timp și la Teatrul din Pitești. A debutat pe ecran în 1954, interpretând roluri în peste 70 de filme de lung metraj, atât românești cât și străine și în seriale de televiziune. Rolul sau de debut (Ilie Barbu) a rămas reperul întregii sale filmografii. A debutat în film interpretând rolul protagonistului din  „Desfășurarea”, regia Paul Călinescu, prima ecranizare după Marin Preda.
A interpretat roluri memorabile în  „Moara cu noroc”,  „Mihai Viteazul”,  „Frații Jderi”,  „Nemuritorii”, „Pintea” etc.
A publicat mai multe studii despre film și teatru. A fost membru al Uniunii Cineaștilor și membru al Uniunii Teatrale din România.
Actorul a primit premiul ACIN în 1988, pentru întreaga activitate, și s-a numărat printre laureații Galei  „Vârsta de Aur” din 2001, ai Premiilor Naționale în Domeniul Teatrului și Galei Premiilor în Cinematografie.

## Distincții
- Ordinul Muncii clasa a III-a (7 septembrie 1957) „pentru merite deosebite în activitatea artistică, cu prilejul împlinirii a 10 ani de la înființarea Teatrului Muncitoresc C.F.R.” (menționat Nicolae Rutcovschi)[14]
- titlul de Artist Emerit (28 martie 1962) „pentru realizări valoroase în domeniul artistic” (menționat Nicolae Rutcovschi)[15]
- Ordinul „Meritul Cultural” clasa a III-a (6 noiembrie 1967) „pentru merite deosebite în domeniul artei dramatice”[16]
- Ordinul național Steaua României în grad de Cavaler (30 mai 2002) „pentru prestigioasa cariera artistică și talentul deosebit prin care au dat viață personajelor interpretate în filme, dar și pe scenă, cu prilejul celebrării unui veac de film românesc”[17]

## Filmografie
- Desfășurarea (1954)

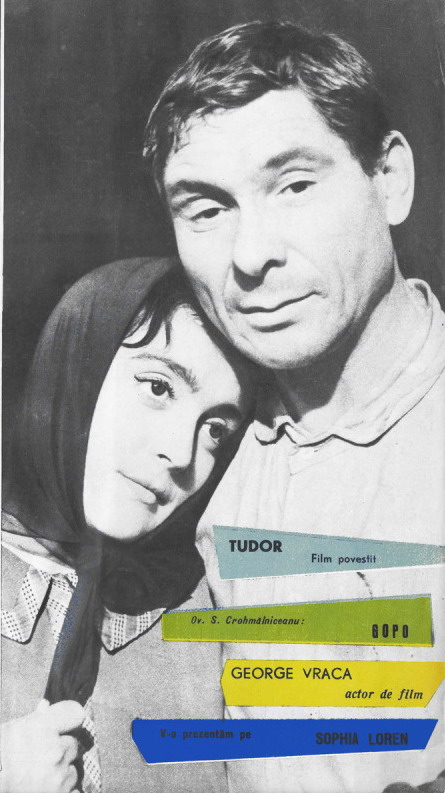
Lica Gheorghiu și Colea Răutu în Lupeni 29 (1962).

- La „Moara cu noroc” (1957) - Pintea
- Dincolo de brazi (1957)
- Bijuterii de familie (1958)
- Soldați fără uniformă (1960)
- Setea (1961)
- Vară romantică (1961)
- Lupeni 29 (1962)
- Sub cupola albastră (1962)
- Pisica de mare (1963)
- Lumină de iulie (1963)
- Procesul alb (1965)
- Golgota (1966)
- Neamul Șoimăreștilor (1965) - Temir Bey
- Răscoala (1966)
- Haiducii (1966)
- Vremea zăpezilor (1966)
- Fantomele se grăbesc (1966)
- Castelanii (1967)
- De trei ori București (1968) - segmentul „București”
- Răpirea fecioarelor (1968) - Ibrahim
- Răzbunarea haiducilor (1968) - Ibrahim
- Vânătorul de cerbi (1969)
- Die Lederstrumpferzählungen (1970) - serial TV (RFG) - 1 episod
- Mihai Viteazul (1971) - sultanul Murad al III-lea
- Haiducii lui Șaptecai (1971)
- Serata (1971)
- Zestrea domniței Ralu (1971)
- Facerea lumii (1971) - Filipache
- Săptămîna nebunilor (1971)
- Pădurea pierdută (1971)
- Lupul mărilor (1971) - serial TV (Austria) - Pete
- La Révolte des Haîdouks (1972) - serial TV (Franța/România) - Mamoulos
- Explozia (1972) - Anghel, comandantul portului
- Ultimul cartuș (1973)
- Apașii (Apachen) (1973), regia Gottfried Kolditz, rol: Nana
- Despre o anume fericire (1973)
- Frații Jderi (1974) - Gogolea
- Tatăl risipitor (1974)
- Nemuritorii (1974) - Iusuf Pașa
- Ulzana, căpetenia apașilor (Ulzana) (1974), regia Gottfried Kolditz, rol: Nana
- Ștefan cel Mare - Vaslui 1475 (1975) - Soliman Pașa
- Mastodontul (1975)
- Zile fierbinți (1975)
- Singurătatea florilor (1976)
- Instanța amînă pronunțarea (1976)
- Pintea (1976)
- Ultima noapte a singurătății (1976)
- Accident (1977) - comandantul Miliției Judiciare
- Toate pînzele sus (serial TV, 1977) - piratul Spânu (ep. 1, 3-4, 7, 12)
- Fair Play (1977)
- Regăsirea (1977)
- Războiul independenței (Serial TV) (1977)
- Acțiunea „Autobuzul” (1978)
- Pentru patrie (1978) - col. George Slăniceanu
- Revanșa (1978)
- Drumuri în cumpănă (1979)
- Nea Mărin miliardar (1979)
- Mihail, cîine de circ (1979)
- Ultima noapte de dragoste (1980)
- O lume fără cer (1981)
- Capcana mercenarilor (1981)
- Duelul (1981) - Grigore Maimuca
- Întîlnirea (1982)
- Viraj periculos (1983)
- Acțiunea Zuzuc (1984)
- Mireasma ploilor tîrzii (1985)
- Atkins (1985) - film TV (RDG)
- Noi, cei din linia întâi (1986) - sergentul sovietic Pliușkin
- Căutătorii de aur (1986)
- Mircea (1989)
- Cel mai iubit dintre pămînteni (1993)
- Carol I - Un destin pentru România (2009)